# Distretto di Gülnar
Il distretto di Gülnar (in turco Gülnar ilçesi) è uno dei distretti della provincia di Mersin, in Turchia.